# Elma Center
Elma Center – jednostka osadnicza w Stanach Zjednoczonych, w stanie Nowy Jork, w hrabstwie Erie.